# Dick Beer
Richard "Dick" Beer, född 4 februari 1893 i London, död 22 juni 1938 i Stockholm, var en svensk målare. Han var son till John Beer, brorson till Adolf Beer och kusin med Gunhild "Puck" Beers och Allan Beers respektive fäder.
Dick Beer flyttade från sin hemstad London till Sverige år 1907. Han var först faderns elev och studerade därpå i London. Efter studier vid Althins målarskola 1908–1909 och Kungliga Konsthögskolan i Stockholm 1910–1912, bland annat för Gustaf Cederström, reste han till Paris 1912 och deltog som frivillig på Frankrikes sida i första världskriget. Som konvalescent från fronten i Château de Rochefort, där även Fernand Léger vårdades, blev han intresserad av kubismen. I Paris influerades han starkt av kubismen och de samtida konstnärerna han mötte. Hans kubistiska måleri visades på grupputställningen på Liljevalchs 1919. Under 1920- och 1930-talen växlade hans uttryck mellan realism och expressionism.
På en grupputställning på Liljevalchs i Stockholm ställdes hans verk ut 1919. Han fick stark kritik och hans kubism upplevdes som mörk och tung. Dick Beer tillbringade de följande åren fram till 1923 på resande fot i Frankrike, Spanien och Italien. Hans måleri förändrades i mitten på 1920-talet. Sättet att måla blev kraftfullare och med större färgverkan, han pendlade mellan realism och expressionism.
Kritiken blev mycket mer positiv i samband med utställningar i Stockholm 1932 och på Gummesons Konstgalleri på Strandvägen 17 i Stockholm 1936. På en minnesutställning 1942, på Svensk-franska konstgalleriet på Sturegatan i Stockholm, först 4 år efter hans död, skedde genombrottet och uppskattningen av Dick Beers konst. Då förstod kritikerna att Dick Beer varit en av de stora svenska kubisterna och expressionisterna i början av 1900-talet.
Han har bland annat utfört skickligt gjorda interiörer, till exempel Interiör med modell (Moderna museet) och spanska gatumotiv, men koloriten är ofta nedstämd.
Dick Beer finns representerad på Nationalmuseum, Stockholm, Moderna museet, Norrköpings konstmuseum, Borås konstmuseum, Västerås konstmuseum och i Gripsholms porträttsamling.